# جوزپه پونسات
جوزپه پونسات (انگلیسی: Giuseppe Ponsat؛ زادهٔ ۲۱ سپتامبر ۱۹۹۵) بازیکن فوتبال است.
از باشگاه‌هایی که در آن بازی کرده‌است می‌توان به باشگاه فوتبال مونتسا اشاره کرد.